# Ядвіга Анжуйська
Ядвіга Анжуйська (пол. Jadwiga Andegaweńska, бл. 1374 — 17 липня 1399) — королева (згідно із тогочасними законами — король) Польщі з 1384 року, наймолодша дочка угорського короля Людовика та Єлизавети Боснійської, з 1386 року — дружина та співправителька Владислава II Ягайла, який до того був великим князем литовським; при ній 1387 року Польщею окуповано Руську землю (Галичину). Походила з Анжуйської династії Капетингів. Канонізована Католицькою церквою.

## Біографія

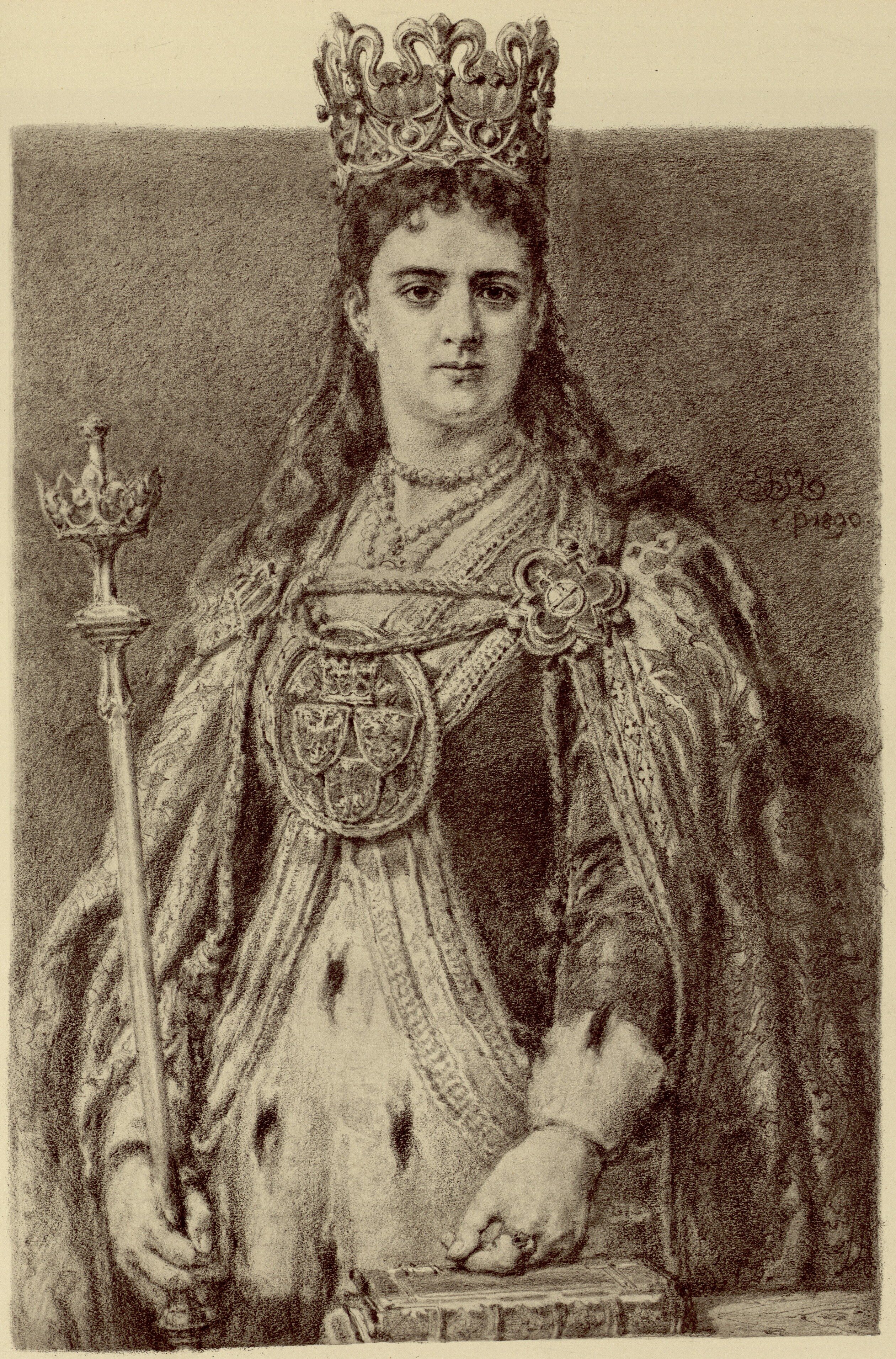
Ядвіга I (Ян Матейко)

15 червня 1378 року заручена з Вільгельмом — сином і спадкоємцем австрійського герцога Леопольда III Габсбурга і після досягнення 12-річного віку мала стати його дружиною. Відтоді виховувалась у віденському герцогському дворі.
Після смерті Людовика у 1382 році повинна була разом з Вільгельмом успадкувати угорський престол, однак королевою Угорщини стала середня сестра Ядвіги Марія I Угорська. Незабаром польська шляхта, розчарована в особистій унії з Угорщиною, домоглася згоди на передачу Ядвізі польського престолу, призначеного для Марії. Ядвіга була коронована у Кракові 16 жовтня 1384 року як король Польщі — Hedvig Rex Poloniæ. Чоловічий рід її титулу мав підкреслити, що вона була монархом, а не дружиною короля.

1386 року завдяки Дмитру з Гораю розірване заручення з Вільгельмом і 18 лютого 1386 року Ядвіга вийшла заміж за Великого князя Литовського Ягайла (коронований королем Польщі 3 березня 1386 року під ім'ям Владислава II), що оформило Кревську унію 1385 року. Внаслідок укладення унії в Польщі встановилася система співправління Ядвіги I і Владислава II. На Ядвігу поклали обов'язок забезпечити спадковий характер Корони Русі. Ядвіга мала свою державну канцелярію, брала участь у вирішенні зовнішньополітичних питань. Мала доньку від Ягайла — Єлизавету (Ельжбету) Боніфацію (22/06/1399–13/07/1399).

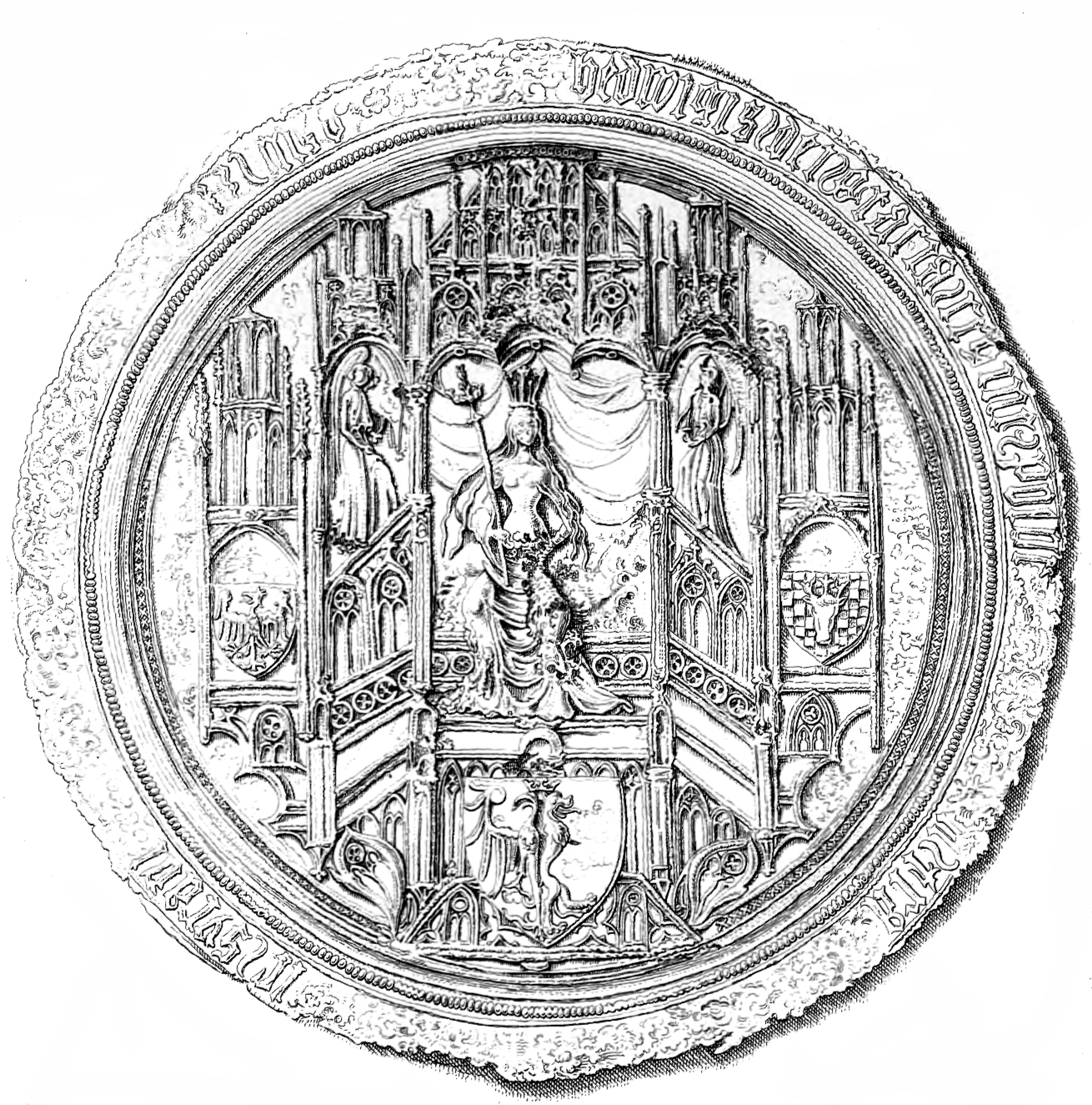
Печатка королеви Ядвіги І Анжуйської. На печатці зокрема присутній Руський лев

1387 року разом з польським військом, яке очолювали краківський каштелян, Доброгост; сандомирським Кшеслав; каліським воєводою, Сендзівоєм, сандомирським, Яном, краківським, Спитком з Мельштина — воєводами та Кристином з Острова — маршалком власного двору — очолила похід на Галицьку Русь і приєднала її до своєї держави. До того часу Королівство Русі належало її сестрі Марії та входило до складу Угорського королівства на правах особистої унії.
Ядвіга намагалася мирним шляхом вирішити територіальні проблеми між Польщею і Тевтонським орденом. У 1397—1398 роках вела переговори з великим магістром Тевтонського ордену Конрадом фон Юнінгеном з метою повернення Польщі Добжинської землі. Протидіяла політичній діяльності князя Вітовта, який намагався розірвати Кревську унію та відновити незалежність Литви. Ядвіга підтримувала розвиток науки та мистецтва, сприяла підготовці відновлення Краківського (Ягеллонського) університету.
22 червня 1399 року вона народила дочку Ельжбету Боніфачо, яка померла 13 липня 1399 року. Ядвіга померла через чотири дні близько 13:00, ймовірно, від післяпологової гарячки. Королева Ядвіга була похована у кафедральному соборі Кракова.

## Родина
Чоловік — Владислав Ягайло, великий князь Литовський, король Польщі
Діти: 
- Єлизавета-Боніфація (22 червня—13 липня 1399) — померла немовлям, а через кілька днів після неї померла і Ядвіга.

## Цікаві факти
- Ядвіга I увійшла в історію Польщі як єдина жінка-король. Незважаючи на те, що в повсякденній мові про Ядвігу кажуть «королева» (прикметник), офіційно цей титул давався дружинам королів, причому він не був пов'язаний з правами здійснення державної влади. Ядвіга ж була повноправним королем з усіма правами та обов'язками, відповідними даному титулу[4].

## Вшанування пам'яті

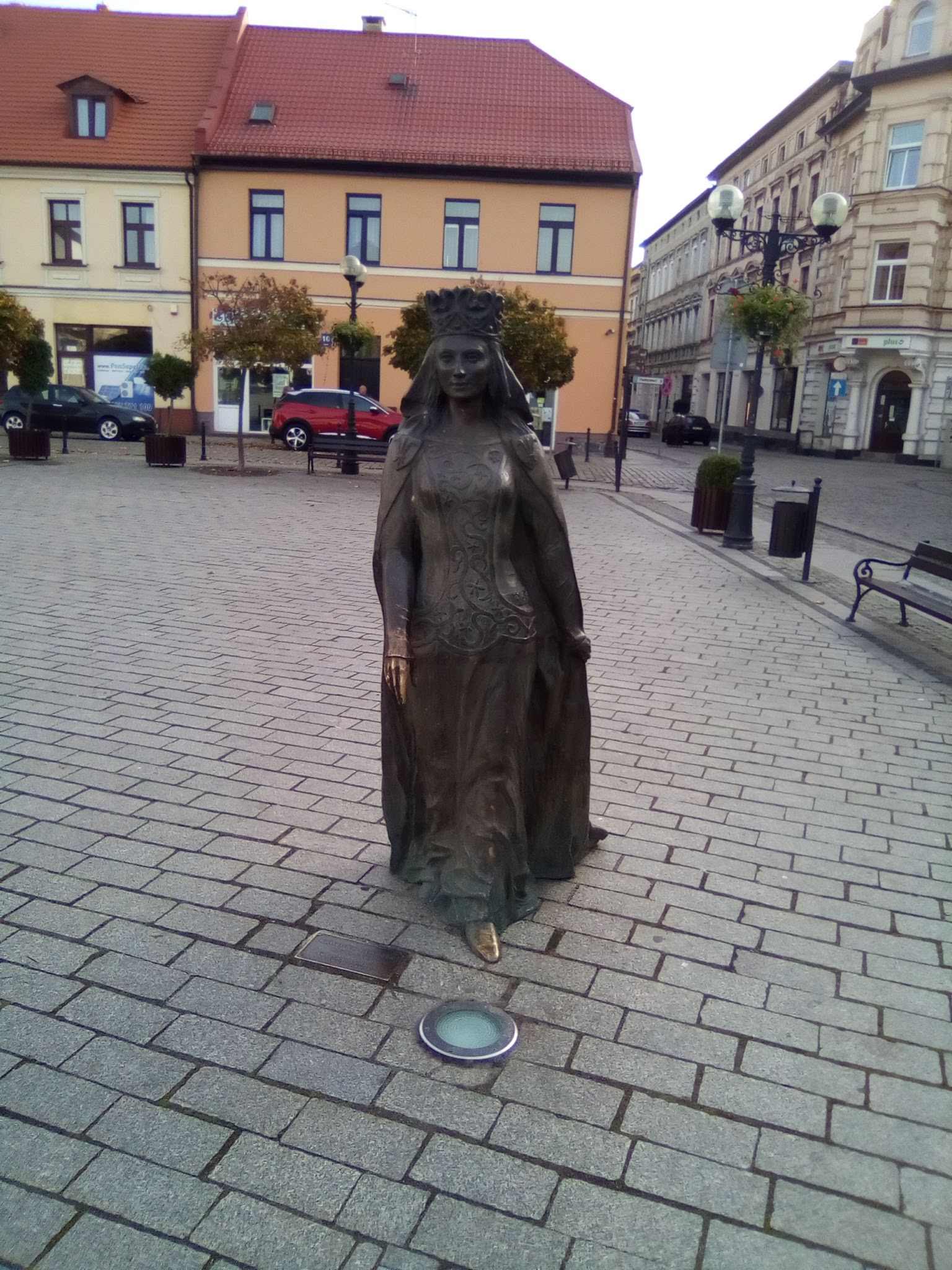
Пам'ятник королеві Ядвізі в Іновроцлаві

### Україна
- У місті Мостиська діє Ліцей № 3 ім. Святої Королеви Ядвіги.

### Польща
- Встановлено пам'ятник в Іновроцлаві, покровителькою котрого визнають королеву.

### Світ
Ушанована на Поверсі спадщини Джуді Чикаго. Феміністки вважають її Протофеміністкою.

## Канонізація
8 червня 1997 року Папа Римський Іван Павло II канонізував Ядвігу I як Святу Ядвігу Королеву «матір трьох народів». День пам'яті — 17 липня.